# Romain Maes
Romain Maes (10. august 1912 i Zerkegem – 22. februar 1983 i Groot-Bijgaarden) var en belgisk cykelrytter som vandt Tour de France 1935.